# Jan Andrzej Morsztyn
Jan Andrzej Morsztyn (Wiśnicz, 24 luglio 1621 – Parigi, 8 gennaio 1693) è stato un poeta e scrittore polacco appartenente alla szlachta, la nobiltà della Confederazione polacco-lituana, per la quale fu anche starosta (alto ufficiale reale). Ricoprì cariche di prestigio in molte città, tra cui Sandomierz (1647–1658). Fu allo stesso tempo segretario del re dal 1656, deputato dal 1668 e esponente di spicco del Barocco in quanto poeta e scrittore. Spinto dalle pressioni di Re Giovanni III, al quale era ostile, fu costretto a emigrare nel 1683 in Francia, dove ottenne il titolo di comte de Châteauvillain.
Fu un poeta particolarmente apprezzato in patria, meno all'estero. Il suo stile, colorito e bizzarro, fu particolarmente influenzato dalla lettura delle maggiori opere della letteratura italiana: lesse Dante, Francesco Petrarca, Jacopone da Todi e Niccolò Machiavelli. Compose la maggior parte delle proprie poesie prima del 1668 e della successiva vita politica troppo tormentata.
Si tramanda che Morsztyn lasciasse circolare opere autografate e scritte a mano liberamente nel regno e questo gli provocò non pochi problemi: raccontano infatti che i suoi nemici politici utilizzarono ogni espediente per screditarlo agli occhi di Giovanni III. Fu costretto in esilio in Francia dopo la scoperta di alcune lettere che indicavano il suo tradimento nella causa della costituzione di una Lega Santa anti-Turca.
Artista bizzarro e geniale, concentrò la sua opera sull'eros, ispirandosi a Saffo e Boccaccio, sulle emozioni sfuggevoli come la paura, sulle passioni terrene e sulla politica, spesso usando i propri versi per screditare i nemici con le più colorite allusioni criptiche, in perfetto stile dantesco. Ricorse poco alla satira, poiché la considerava troppo volgare: per screditare i propri nemici preferiva scriverne i vizi, presentandoli come virtù (sarcasmo bonario).
Fu anche un apprezzabile traduttore, conoscitore della lingua italiana e di quella francese: tradusse Torquato Tasso, Giambattista Marino e le tragedie del francese Pierre Corneille, che conobbe personalmente durante l'esilio. La sua traduzione de Le Cid (1636) in polacco è ancora oggi considerata la migliore.